# Kreis Sălaj

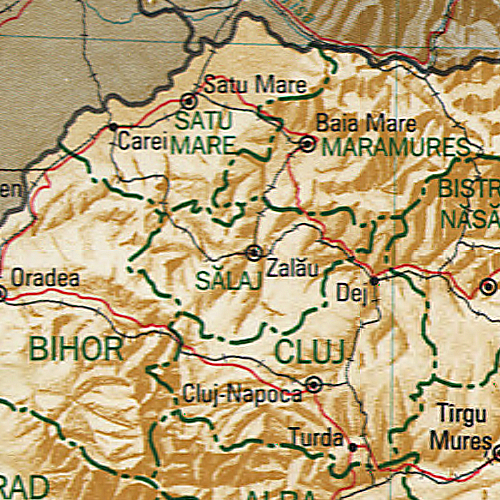
Karte des Kreises Salaj

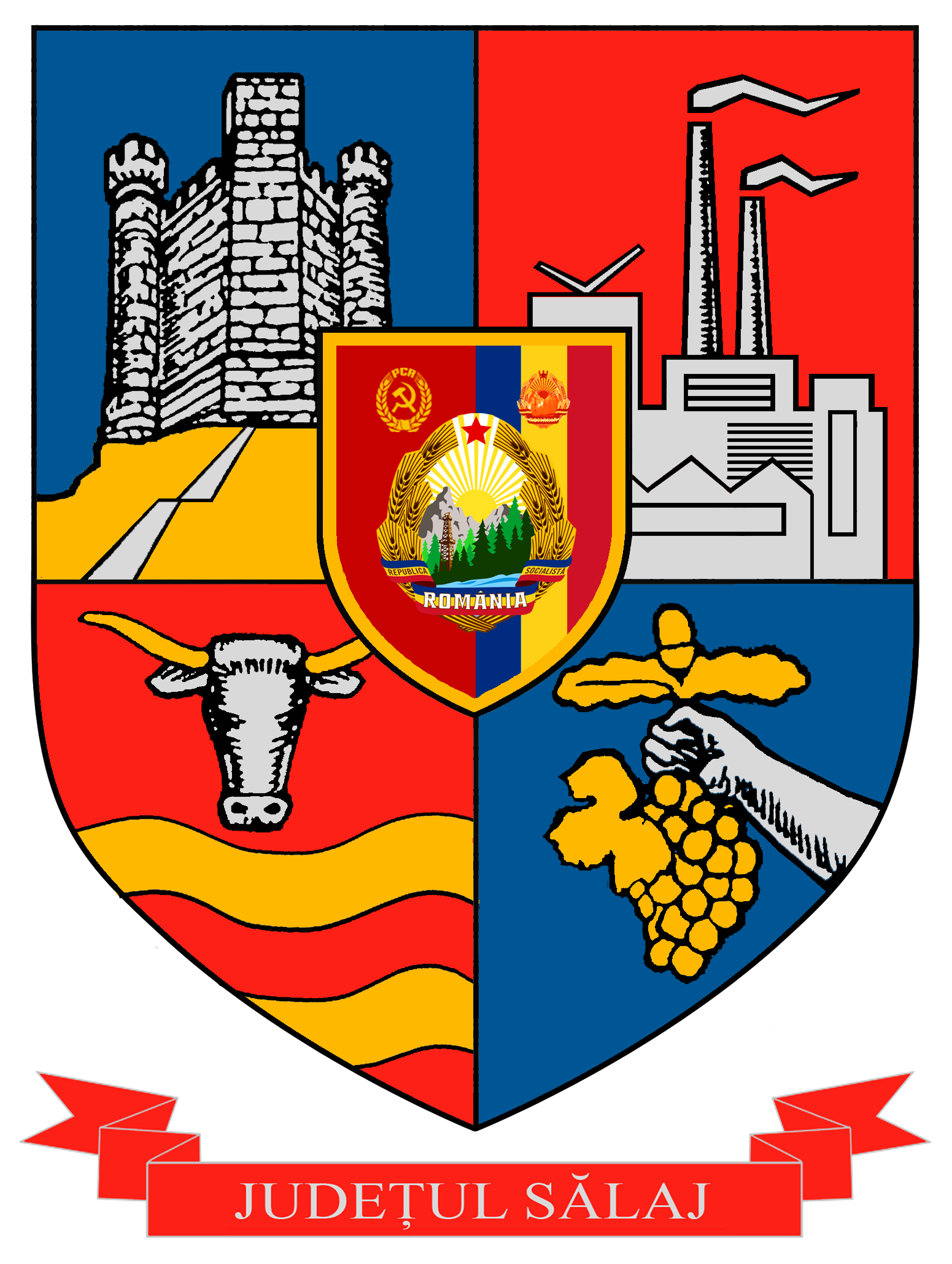
Wappen des Kreises Salaj, zur Zeit des Realsozialismus

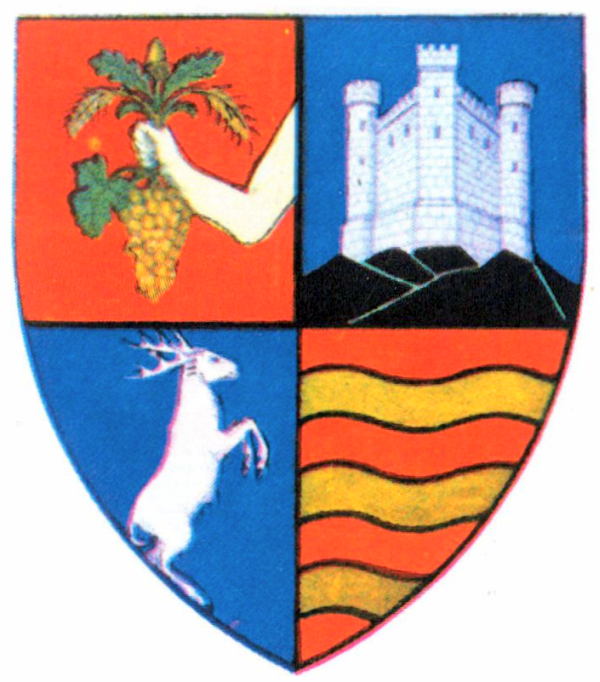
Wappen des Kreises Salaj, in der Zwischenkriegszeit

Sălaj [səˈlaʒ] (ungarisch Szilágy) ist ein rumänischer Kreis (Județ) in der historischen Region Siebenbürgen mit der Kreishauptstadt Zalău. Seine gängige Abkürzung und das Kfz-Kennzeichen ist SJ.

## Bevölkerung
Die Einwohnerzahl einiger Ethnien im Kreis Sălaj entwickelte sich ab 1930 wie folgt:
| Jahr | Einwohner | Rumänen | Magyaren | Deutsche | Roma   | Ukrainer | Slowaken | Juden |
| ---- | --------- | ------- | -------- | -------- | ------ | -------- | -------- | ----- |
| 1930 | 240.778   | 167.936 | 55.611   | 204      | 4.446  | 24       | 4.539    | 7.749 |
| 1956 | 271.989   | 199.900 | 66.935   | 40       | 2.092  | 9        | 2.154    | 772   |
| 1966 | 263.103   | 194.790 | 63.850   | 72       | 1.779  | 16       | 2.357    | 88    |
| 1977 | 264.569   | 194.420 | 64.017   | 122      | 3.920  | 22       | 1.929    | 40    |
| 1992 | 266.797   | 192.552 | 63.151   | 146      | 9.224  | 39       | 1.608    | 24    |
| 2002 | 248.015   | 176.671 | 57.167   | 102      | 12.544 | 35       | 1.366    | 12    |
| 2011 | 224.384   | 148.396 | 50.117   | 57       | 15.004 | 29       | 1.118    | 5     |
| 2021 | 212.224   | 136.552 | 40.554   | 40       | 16.706 | 25       | 760      | 32    |

In den letzten 50 Jahren ist die Bevölkerungszahl in diesem weitgehend ländlich geprägten Teil Rumäniens leicht zurückgegangen. Auch heute noch leben circa 60 % der Bevölkerung auf dem Land und nur 40 % in Städten.
Die Bevölkerung setzt sich aus circa 71,23 % Rumänen, 23,04 % Magyaren, 5,05 % Roma und 0,55 % Slowaken zusammen, der nicht aufgeführte Teil konnte nicht genau bestimmt werden. Nicht nur die ethnische, sondern auch die religiöse Zugehörigkeit ist stark unterschiedlich. So sind 66,65 % der Bevölkerung orthodox, 19,6 % reformiert, 2,6 % römisch-katholisch, 2,8 % griechisch-katholisch, 6,8 % gehören neuen protestantischen Glaubensrichtungen an, der Rest beträgt 1,4 %.

## Geografie
Der Kreis hat eine Gesamtfläche von 3864 km², dies entspricht 1,62 % der Fläche Rumäniens. Der nordöstliche Teil des Kreises Sălaj liegt in der Somesch-Ebene; der übrige Teil befindet sich im Norden des Apuseni-Gebirges. Der dominierende Fluss ist der Someș (Somesch), kleinere Nebenflüsse sind Crasna, Barcău, Almaș, Agrij, Zalău und Sălaj.
Umschlossen wird der Kreis Sălaj von den Kreisen Satu Mare und Maramureș im Norden, Bihor im Westen und Südwesten sowie Cluj im Süden und Osten. Das Klima ist gemäßigt kontinental, es herrscht Westwindlage vor.

## Wirtschaft
Die Wirtschaftsstruktur des Kreises ist noch zu großen Teilen von der Landwirtschaft geprägt. Angebaut werden Mais, Weizen, Roggen, Hafer, Kartoffeln, Sonnenblumen und Gemüse. Bei der Tierproduktion wird neben Rindern und Schweinen auch eine große Zahl von Schafen und Ziegen gehalten. Die Region ist reich an natürlichen Rohstoffen; so befinden sich im Boden von Sălaj Braunkohle, Gips, Alabaster und Kaolin. Auch Thermalquellen liegen in der Region. In der Industrie dominiert die Produktion von Maschinen und Automobilteilen, Textilien, Lebensmitteln, Holzwaren und Papier. Vor allem bei letzteren kann man auf die örtlichen Rohstoffe zurückgreifen.

## Sehenswürdigkeiten
Wichtige Sehenswürdigkeiten sind beispielsweise die Holzkirchen der Region, die nach einer speziellen Pfahlbauweise vor mehreren hundert Jahren errichtet wurden. Neben der berühmten Holzkirche von Cizer stehen andere bedeutende Beispiele dieser Gebäude in den Orten Fildu de Sus, Sânmihaiu Almașului, Baica, Sârbi und Racâș. Viele dieser Kirchen wurden in den letzten Jahren restauriert oder werden in absehbarer Zeit instand gesetzt werden. Des Weiteren finden sich verschiedene Klöster in der Region, die vielfach erst in den letzten Jahren neu gegründet wurden. Hier sind Bălan und Rus zu nennen. Das Nonnenkloster zur Heiligen Dreifaltigkeit in Bic ist ein gutes Beispiel für eine solche Neugründung. Hier sieht man sich der religiösen Volkskunst der Region verpflichtet; so wurde die alte Holzkirche von Stana im Klostergelände wieder aufgebaut. Neben diesen Zeugnissen religiösen Wirkens finden sich auch verschiedene Schlösser und Landsitze in der Region. In Zalău und Șimleu Silvaniei geben Museen weitere Auskunft über die Kultur der Region.

## Städte und Gemeinden
Der Kreis Sălaj besteht offiziell aus 290 Ortschaften. Davon haben vier den Status einer Stadt, 57 den einer Gemeinde und die übrigen sind administrativ den Städten und Gemeinden zugeordnet.

### Größte Orte
| Stadt/Gemeinde                                           | Einwohnerzahl |
| -------------------------------------------------------- | ------------- |
| Zalău (deutsch Zillenmarkt, ungarisch Zilah)             | 52.359        |
| Șimleu Silvaniei (dt. Schomlenmarkt, ung. Szilágysomlyó) | 13.948        |
| Jibou (dt. Siben, ung. Zsibó)                            | 09.677        |
| Cehu-Silvaniei (dt. Bömischdorf, ung. Szilágycseh)       | 06.369        |
| Crasna (dt. Krassmarkt, ung. Kraszna)                    | 06.024        |
| Sărmășag (ung. Sarmaság)                                 | 04.772        |
| Hereclean (ung. Haraklány)                               | 03.941        |
| Nușfalău (ung. Szilágynagyfalu)                          | 03.772        |
| Bălan (dt. Blasenkirchen, ung. Almásbalázsháza)          | 03.660        |
| Bobota (ung. Nagyderzsida)                               | 03.527        |
| Pericei (ung. Szilágyperecsen)                           | 03.497        |
| Surduc (ung. Szurduk)                                    | 03.337        |
| Crișeni (ung. Cigányi)                                   | 03.326        |
| Sâg (ung. Felsőszék)                                     | 03.324        |
| (Stand: 1. Dezember 2021)                                |               |